# Fabian Tompsett
Fabian Tompsett est un écrivain, activiste et artiste britannique. Il est essentiellement connu pour son travail d'auteur autour des situationnistes au Royaume-Uni.

## Biographie
Fabian Tompsett s'est d'abord impliqué dans le London Workers Group, un engagement qui fut accompagné par de nombreuses années d'expérience pratique dans plusieurs imprimeries coopératives à Londres au cours des années 1980. Dans cette période, il s'est également impliqué dans Class War, pour quitter le groupe en 1985. Dans les années 1990, il a été un membre actif de la renaissance de l'Association Psychogéographique de Londres (LPA = London Psychogeographical Association en anglais) sous le nom LPA East London Section. La LPA a alors publié de nombreux textes sous la forme du pamphlet et dans une newsletter irrégulière. Fabian Tompsett y a largement contribué sous le pseudonyme de Richard Essex de même que le groupe d'auteurs rassemblés sous le pseudonyme collectif Luther Blissett, incluant Stewart Home. Il a également travaillé avec Alastair Bonnett pour le journal Transgressions, A Journal of Urban Exploration. En 2000, la LPA a fusionné avec l'Alliance néoiste pour former la Nouvelle internationale lettriste.
Il a été un élément moteur de l'Association des Astronautes Autonomes de 1995 à 2000 au sein de la East London AAA.
Il a traduit quelques œuvres d'Asger Jorn en anglais, dont La création ouverte et ses ennemis, 
Internationale situationniste numéro 5, décembre 1960.
Il est aujourd'hui un joueur actif du projet Classwargames autour notamment du Jeu de la Guerre développé par Guy Debord et Alice Becker-Ho.